# Liponeura platyfrons
Liponeura platyfrons är en tvåvingeart som först beskrevs av Komarek 1914.  Liponeura platyfrons ingår i släktet Liponeura och familjen Blephariceridae. Inga underarter finns listade i Catalogue of Life.